# SalamAir
SalamAir es una aerolínea omaní con base en el Aeropuerto Internacional de Mascate. Comenzó operaciones en 2017 como la primera aerolínea de bajo costo del país y la segunda compañía aérea de Omán, después de Oman Air. A enero de 2020, da servicio a varios destinos en África, Asia y el Medio Oriente utilizando aviones Airbus A320neo.

## Historia
SalamAir realizó su vuelo inaugural el 30 de enero de 2017, saliendo de Mascate hacia Salalah en el sur del país. La compañía poseía tres Airbus A320 en esa época. Los dueños de la aerolínea son varios inversores privados y la Compañía Nacional de Desarrollo e Inversión de Mascate (Muscat National Development and Investment Company), que trata de una asociación de la Municipalidad de Mascate, diferentes fondos de pensiones y el Fondo General de Reserva del Estado (State General Reserve Fund).

## Destinos
La aerolínea opera en los siguientes aeropuertos a enero de 2020.
Arabia Saudí
- Dammam - Aeropuerto Internacional Rey Fahd
- Medina - Aeropuerto de Medina
- Riad - Aeropuerto de Riad
- Yeda - Aeropuerto de Yeda

Bangladés
- Chittagong - Aeropuerto de Chittagong
- Daca - Aeropuerto Internacional Hazrat Shahjalal

Baréin
- Manama - Aeropuerto Internacional de Baréin

Catar
- Doha - Aeropuerto Internacional Hamad

Egipto
- Alejandría - Aeropuerto de Borg El Arab

Emiratos Árabes Unidos
- Abu Dabi - Aeropuerto Internacional de Abu Dabi
- Dubái - Aeropuerto Internacional de Dubái

Francia
- París - Aeropuerto de París-Charles de Gaulle

Irán
- Teherán - Aeropuerto Internacional Imán Jomeini

Kuwait
- Ciudad de Kuwait - Aeropuerto Internacional de Kuwait

Nepal
- Katmandú - Aeropuerto Internacional Tribhuvan

Omán
- Mascate - Aeropuerto Internacional de Mascate (Base)
- Salalah - Aeropuerto de Salalah
- Sohar - Aeropuerto de Sohar

Pakistán
- Karachi - Aeropuerto de Karachi
- Multán - Aeropuerto de Multán
- Sialkot - Aeropuerto de Sialkot

Sri Lanka
- Colombo - Aeropuerto Internacional Bandaranaike

Sudán
- Jartum - Aeropuerto de Jartum

Tailandia
- Phuket - Aeropuerto de Phuket

Turquía
- Estambul - Aeropuerto Internacional de Estambul

## Flota

### Flota Actual
SalamAir cuenta con los siguientes aviones a julio de 2023.
| Aeronave           | En servicio | Pasajeros |
| ------------------ | ----------- | --------- |
| Airbus A320-251N   | 6           | Y180      |
| Airbus A321-211P2F | 1           | Cargo     |
| Airbus A321-251NX  | 7           | C4Y208    |
| Total              | 14          |           |

La flota de la aerolínea posee a julio de 2023 una edad media de 5,5 años.